# Harald zur Hausen
Harald zur Hausen (Gelsenkirchen, 1936. március 11. – 2023. május 28.) német virológus. 2008-ban Luc Montagnier-vel és Françoise Barré-Sinoussival megosztva elnyerte az orvosi Nobel-díjat, mert felfedezte, hogy a papillómavírusok méhnyakrákot okoznak.

## Tanulmányai
Az észak-rajna-vesztfáliai Gelsenkirchen városában született. A második világháborút gyerekként élte át, a várost súlyos bombatámadások érték, de családtagjai túlélték a támadásokat. Elemi iskolai tanulmányait így is csak hiányosan végezhette, emiatt 1946-ban, a gimnázium első évében nehézségekkel küzdött. A család 1950-ben az alsó-szászországi Vechtába költözött, így Harald ott érettségizett 1955-ben, a Gymnasium Antonianum-ban. A középiskola után a Bonni Egyetem orvosi szakára iratkozott be, de az első két évben eljárt a biológia szak előadásaira is. Ezután egy évig a Hamburgi Egyetemen, majd a Düsseldorfi Egyetemen folytatta tanulmányait; az utóbbi helyen kapta meg orvosi diplomáját 1960-ban.

## Pályafutása
Kutatói pályát akart folytatni, de szerette volna, ha van orvosi praktizálási engedélye, ezért két évig különböző klinikákon kórházi gyakorlaton vett részt. Ennek végeztével segédmunkatársként kezdett el dolgozni a Düsseldorfi Egyetem orvosi mikrobiológiai tanszékén. A vírusok által indukált kromoszómaváltozásokat kutatta, de emellett megtanulta a baktériumokkal és vírusokkal végzett laboratóriumi munka alapjait is.
1965 decemberében Werner és Gertrude Henle virológus házaspár meghívására az Egyesült Államokba utazott és laboratóriumukban dolgozott a philadelphiai gyermekkórházban. Eleinte a nem sokkal korábban felfedezett Epstein–Barr-vírussal (EBV) dolgozó csapat munkájába kapcsolódott be, diagnosztikai teszteket fejlesztettek ki a vírusra és felmérték elterjedtségét különböző kórképekben. Később, mivel nem ismerte még elég jól a molekuláris biológiai módszereket, egy ismertebb kórokozó, az adenovírus-12 által indukált kromoszómaaberrációkat vizsgálta.
1969-ben Eberhard Wecker, a Würzburgi Egyetem virológiai intézete vezetőjének meghívására visszatért Németországba. Saját laboratóriumában és csapatával az EBV előfordulását vizsgálta a Burkitt-limfóma tumoros sejtjeiben és kimutatta, hogy a vírus-DNS a legtöbb sejtben megtalálható, vagyis feltételezhető volt, hogy a tumort az EBV okozza. 1973-ban felfedezte, hogy a vírus a szájüregi tumorok sejtjeiben is előfordul.

## Az onkogén papillómavírusok felfedezése
1972-ben kinevezték az Erlangen-Nürnbergi Egyetem akkor alapított Klinikai Virológiai Intézetének élére. A költözéssel együtt új kutatási témát is választott, a méhnyakrákos esetek esetleges kórokozóját próbálta megtalálni. Első gyanúsítottja a herpesz szimplex vírus-2 (HSV-2) volt, de a vírust nem tudta kimutatni a tumorszövetből. Az orvosi irodalmat tanulmányozva talált néhány esetet, amikor az amúgy ártalmatlan genitális szemölcsök rosszindulatú pikkelysejtes karcinómákká alakultak át. Az ismert volt, hogy a szemölcsöket papillómavírusok okozzák, így elindította papillómavírus-felmérő programját. Első eredményei alapján rájött, hogy a vírusoknak igen sok változata képes megfertőzni az embert.
1977-től a Freiburgi Egyetem virológiai intézetének igazgatójaként folytatta pályafutását. Korábbi csapatának nagy része ide is követte és két évvel később két munkatársa, Lutz Gissmann és Ethel-Michele sikeresen izolálta és klónozta a humán papillómavírus-6-ot (HPV-6). Ennek alapján azonosították a HPV-11-et, amelyet már méhnyakrákból is kimutattak és a teszt eredménye arra utalt, hogy más, hasonló vírusok is jelen lehetnek benne. Ennek alapján 1983-ban izolálni tudták a HPV-16-ot, a következő évben pedig a HPV-18-at. Előbbit a méhnyakrákos biopsziák 50%-ában, a másodikat 20%-ában megtalálták. Azt is felfedezték, hogy a vírus két génje, az E6 és E7 minden tumorsejtben működik. Munkájuk lehetővé tette, hogy a későbbiekben hatékony védőoltást fejlesszenek ki a méhnyakrák kórokozói ellen.
Freiburgi évei alatt zur Hausen a papillómavírus-program mellett felfedezte, hogy forbolészterekkel aktiválni lehet a látens Epstein-Barr vírust és más herpeszvírusokat és afrikai cerkófból izolált egy új poliómavírust, amely ellen az emberi vérszérumok 20%-a antitesteket tartalmazott (vagyis korábban már találkoztak vele). Ezen kívül saját bőréből izolálta az adenoasszociált vírus 5-ös változatát.
Zur Hausent 1983-ban kinevezték a heidelbergi Német Rákkutató Központ tudományos igazgatójává. Kutatásszervezői munkája mellett igyekezett laboratóriumi tevékenységét is folytatni; többek között azokat a tényezőket vizsgálta, amelyek a hámsejtekben megakadályozhatják az onkogének működését.
2003-ban nyugdíjba vonult, de megtartott egy laboratóriumot az intézetben és emellett 2000-től elvállalta a International Journal of Cancer főszerkesztői posztját. 2008-ban a papillómavírusok méhnyakrákban okozott szerepének felfedezéséért fiziológiai és orvostudományi Nobel-díjban részesült. Zur Hausen a díj felét kapta; másik fele a HIV-et felfedező Luc Montagnier-nek és Françoise Barré-Sinoussinak jutott.

## Elismerései
- 1975 Robert Koch-díj

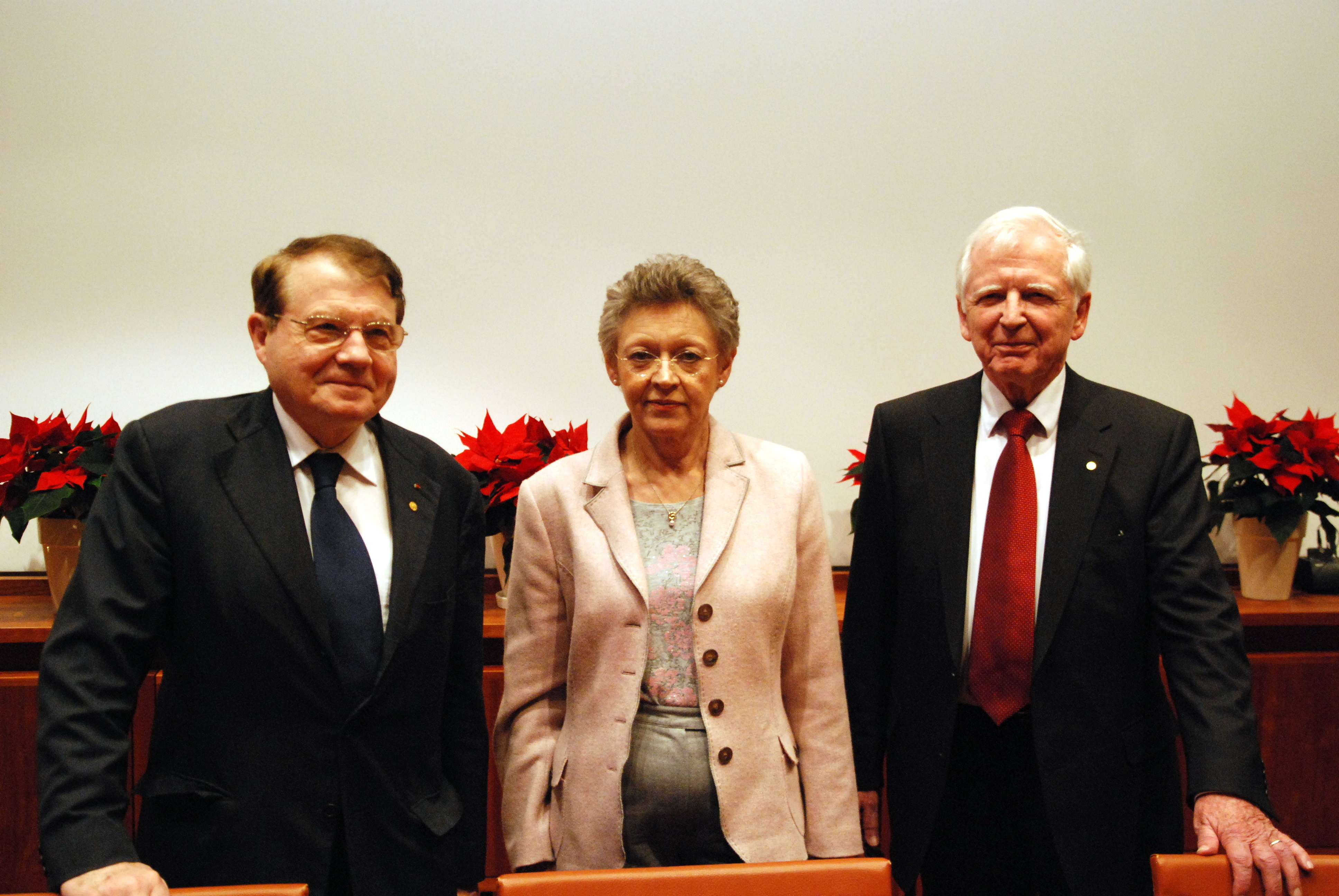
A 2008-as orvosi Nobel-díj kitüntetettjei: Luc Montagnier, Françoise Barré-Sinoussi és Harald zur Hausen

- 1986 a General Motors Rákkutatási Alapítvány Charles S. Mott-díja
- 1986 Német Rákkutatási Díj
- 1994 Paul Ehrlich és Ludwig Darmstaedter-díj
- 1996 Ernst Jung-díj
- 1996 Jacob Henle-érem
- 1999 Charles Rodolphe Brupbacher Rákkutatási Díj
- 2004 a Német Szövetségi Köztársasági Érdemrend nagykeresztje (2009-ben a csillaggal)
- 2005 Mahidol herceg-díj (Thaiföld)
- 2006 William B. Coley-díj
- 2006 Raymond Bourgine-díj
- 2006 Baden-Württembergi Tartományi Érdemrend
- 2007 Loeffler Frosch-érem
- 2007 Német Ráksegítő Díj
- 2007 Johann Georg Zimmermann-érem
- 2007 a Warren Alpert Alapítvány díja
- 2008 a Gairdner Alapítvány nemzetközi díja
- 2008 az Amerikai Rákkutató Társaság életműdíja
- 2008 Fiziológiai és orvostudományi Nobel-díj
- 2011 Du Cungming-díj (Tajvan)
- 2012 Ernst Wertheim-díj

Chicago, Umeå, Prága, Salford, Helsinki, Erlangen-Nürnberg, Würzburg és Jeruzsálem egyetemei a díszdoktorukká választották. Rendes tagja a Heidelbergi Tudományos Akadémiának, a Leopoldina Tudományos Akadémiának (2003-2009 között alelnöke is), az amerikai Nemzeti Tudományos Akadémiának, tiszteletbeli tagja a Magyar Mikrobiológiai Társaságnak és a Magyar Tudományos Akadémiának.

## Családja
Harald zur Hausen 1964-ben vette feleségül a szintén virológus Ethel-Michele de Villiers-t. Három fiuk született: Jan Dirk (1965), Axel (1967) és Gerrit (1977).